# Josephine Cafrine
Theresa Josephine Cafrine (13 de junho de 1877 - 14 de janeiro de 1907) foi uma mulher de Seicheles, conhecida por escrever sobre o seu sofrimento pela lepra. Foi relatado que suas feridas foram milagrosamente curadas após a morte. 
O diário que manteve, documentando sua vida com lepra, foi publicado postumamente como uma autobiografia. 
Em 2012, Cafrine foi introduzida no Hall da Fama das Mulheres das Seicheles, e, atualmente, um comitê da Diocese Católica Romana de Port Victoria está reunindo evidências para avaliar sua possível beatificação.

## Vida
Theresa Josephine Cafrine nasceu em 13 de junho de 1877 em Anse Royale, Mahé, onde passou toda a sua vida. Mais tarde, Cafrine tornou-se órfã e era uma devota católica romana. Ela sofria de lepra desde os 12 anos e mantinha um diário pessoal que documentava as suas lutas e sofrimentos.

  A doença mais tarde progrediu de tal forma que ela não pôde mais segurar o lápis para escrever e o diário foi continuado por ditado ao Padre Philibert, um padre católico de Anse Royale. Cafrine morreu em 14 de janeiro de 1907.  Depois da sua morte, as suas feridas e cicatrizes, resultantes da doença, foram curadas milagrosamente.
Um padre belga, padre Vital, foi à casa de Cafrine depois da morte do padre Philibert, encontrou o seu diário e fez com que ele fosse publicado como uma autobiografia na Bélgica, em 1923.

  Logo depois disso, houve chamadas para a sua beatificação pela igreja.
Em 2012, Cafrine estava entre o primeiro grupo de mulheres a ser introduzido no Corredor da Fama das Seicheles.  Uma série de eventos foram realizados em 2016 para comemorar o 109º aniversário da sua morte. Isso incluiu uma exposição e o relançamento da sua autobiografia em traduções de inglês, francês e crioulo seichelense. Um serviço comemorativo foi realizado na Catedral da Imaculada Conceição, com a presença do Ministro do Turismo e Cultura, Alain St Ange. Um comité da Diocese Católica Romana de Port Victoria foi formado em 2010 para coletar informações e relatos sobre possíveis milagres realizados por Cafrine para que ela possa ser considerada para a beatificação.